# Cicârlău
Cicârlău là một xã thuộc hạt Maramureș, România. Dân số thời điểm năm 2002 là 4020 người.